# Saint-Lyé
Saint-Lyé – miejscowość i gmina we Francji, w regionie Grand Est, w departamencie Aube. Przez miejscowość przepływa Sekwana. 
Według danych na rok 1990 gminę zamieszkiwało 2496 osób, a gęstość zaludnienia wynosiła 76 osób/km².